# Вийкмяэ, Кристен
Кри́стен Ви́йкмяэ (эст. Kristen Viikmäe; 10 февраля 1979, Таллинн, СССР) — эстонский футболист, нападающий, один из рекордсменов сборной Эстонии.

## Карьера

### Клубная карьера
Воспитанник Таллинской футбольной школы (Таллинна Ялгпалликоол, ТЯК), тренер — Вячеслав Смирнов. В сезоне 1995/96 дебютировал во взрослой команде школы, выступавшей в первой лиге. В том же сезоне дебютировал в высшем дивизионе в составе клуба «Таллинна Садам».
В начале 1997 года перешёл в систему таллинской «Флоры», выступал сначала за её фарм-клуб — «Лелле», а затем за главную команду. В 2000 году впервые уехал выступать за границу — в норвежскую «Волеренгу», затем также выступал в Швеции и Греции.
В 2011 году перешёл в «Нымме Калью» и провёл два сезона в высшей лиге. По окончании сезона 2012 года перешёл на административную работу в клубе, при этом продолжал выступать за второй и третий составы в низших дивизионах.
Неоднократно становился чемпионом и призёром чемпионата Эстонии. Всего в высшей лиге Эстонии сыграл 217 матчей и забил 88 голов.

### В сборной
В сборной Эстонии дебютировал 26 января 1997 года в матче против Ливана. В 2006 году стал самым молодым в истории европейским футболистом, достигшим отметки в 100 матчей за сборную, в 2012 году этот рекорд побил Лукас Подольски. 3 июня 2013 года был проведён прощальный матч Кристена Вийкмяэ, в котором эстонцы встречались со сборной Беларуси.

## Достижения
- Чемпион Эстонии: 1997/98, 1998, 2003, 2012
- Серебряный призёр чемпионата Эстонии: 1996/97, 2000, 2007, 2011
- Бронзовый призёр чемпионата Эстонии: 1999
- Обладатель Кубка Эстонии: 1997/98
- Обладатель Суперкубка Эстонии: 2003
- Обладатель Кубка Норвегии: 2002
- Финалист Кубка Швеции: 2006
- Награда «Серебряный мяч» за самый красивый гол в составе сборной Эстонии: 2004

## Личная жизнь
Отец, Тыну Вийкмяэ (1953—2002) тоже был футболистом, много лет выступал в чемпионате Эстонской ССР среди коллективов физкультуры, двукратный чемпион и двукратный лучший бомбардир первенства республики.